# Портрет девушки в мехах (картина Тициана)
«Портрет девушки в мехах» (итал. Ritratto di fanciulla in pelliccia) — картина итальянского живописца Тициана (1490-1576), представителя венецианской школы. Создана примерно в 1535 году. Хранится в коллекции Музея истории искусств в Вене (инв. №GG 89).
Картина происходит из Испании, откуда перешла во владение короля Англии Карла I; во владении Габсбургов с 1651 года.
Характерный портрет куртизанки, которая служила Тициану моделью для других работ; Питер Пауль Рубенс создал копию этого полотна. 

## Ссылка
- На Викискладе есть медиафайлы по теме Портрет девушки в мехах (картина Тициана)